# Hajkaszen
Hajkaszen – wieś w Armenii, w prowincji Armawir. W 2011 roku liczyła 1115 mieszkańców.